# Asterobemisia obenbergeri
Asterobemisia obenbergeri is een halfvleugelig insect uit de familie witte vliegen (Aleyrodidae), onderfamilie Aleyrodinae.
De wetenschappelijke naam van deze soort is voor het eerst geldig gepubliceerd door Zahradnik in 1961.